# The Grotesque
The Grotesque ist eine britische Filmkomödie aus dem Jahr 1995. Als literarische Vorlage diente der gleichnamige Roman (1988) von Patrick McGrath, der auch das Drehbuch schrieb. Im deutschen Fernsehen ist der Film unter dem Titel Butler morden leiser gezeigt worden.

## Handlung
England 1949: Sir Hugo Coal ist leidenschaftlicher Paläontologe, der in seiner Scheune Dinosaurierskelette rekonstruiert. Seine Ehefrau Harriet fühlt sich von ihm seit langem vernachlässigt, zumal ihr Gatte, wenn er einmal keine Knochen studiert, sich lieber mit seinem Schlachter George Lecky abgibt, mit dem er sich einst in Afrika angefreundet hatte. Als Sir Hugo mit Harriet und der gemeinsamen Tochter Cleo in seinem Landhaus Kaffee trinkt, trifft sein neuer Butler Fledge ein. Dessen Frau Doris wird als Hausmädchen und Köchin von den Coals ebenfalls eingestellt.
Eines Nachmittags stellt Cleo ihren Eltern den mittellosen Dichter Sidney Giblet vor. Sie will ihn heiraten und ist bereit, für ihn ihr Studium in Oxford aufzugeben. Sir Hugo, der um die finanzielle Zukunft seiner Tochter bangt, ist jedoch nicht bereit, der Verbindung seinen Segen zu geben. Während er vor der Royal Society seine neue Theorie vorstellt, dass aus den Dinosauriern nicht Reptilien, sondern die Vögel hervorgegangen seien, beobachtet Sidney, wie sich Harriet und Fledge im Schlachthaus küssen. Als Sir Hugo am darauffolgenden Abend ein Bad nimmt, erzählt ihm Fledge, dass Sidney mehr dem eigenen Geschlecht zugeneigt sei. Später trifft Fledge auf Sidney, der ihm mitteilt, ihn mit Harriet erwischt zu haben. Fledge drückt ihn an eine Wand und beginnt, ihn zu küssen. Im Morgengrauen sitzen beide Männer halbnackt und sich umarmend beieinander. Sir Hugo sieht sie durch ein Fenster und fühlt sich in seinem schlechten Eindruck von Sidney bestätigt. Sidney verlässt daraufhin mit Cleos Fahrrad das Anwesen. Weil er nicht zurückkehrt und ihr auch nicht Bescheid gegeben hat, beginnt Cleo, sich Sorgen zu machen. Sie ist überzeugt, dass Fledge etwas mit Sidneys plötzlichem Verschwinden zu tun hat.
Nach Inspector Limp treffen bei den Coals auch Sidneys Mutter Mrs. Giblet und deren Begleiterin Lavinia Freebody ein. Mrs. Giblet glaubt, Sir Hugo könne ihrem Sohn etwas angetan haben, und bittet Fledge, für sie die Augen offen zu halten. Bei einem Dinner, zu dem auch einige andere Gäste geladen sind, echauffiert sich Cleo, dass alle um sie herum das Essen, das Doris zubereitet hat, in vollen Zügen genießen und so tun, als sei alles in Ordnung, wo doch Sidney noch immer nicht wieder aufgetaucht ist. Nachdem sie zum wiederholten Mal geträumt hat, wie Sidney sie mit durchgeschnittener Kehle aufsucht, mutmaßt Cleo ihrem Vater gegenüber, dass Fledge Sidney umgebracht habe. In einem nahegelegenen Sumpfgebiet werden schließlich Sidneys Knochen gefunden.
Wie sich herausstellt, war Sidneys Leiche geschlachtet und dann an Schweine verfüttert worden. George, der als Schlachter in Verdacht gerät, flieht vor der Polizei und versteckt sich in Sir Hugos Scheune. Dort berichtet er seinem Freund, dass sein geistig minderbemittelter Bruder John eines Nachts gesehen habe, wie ein Mann ein Loch gegraben habe. Dieser habe John bemerkt und sei dann verschwunden. John habe in einem Sack Sidneys Leiche gefunden und sie anschließend geschlachtet. George wiederum habe das Fleisch den Schweinen gegeben. Inspector Limp und seine Männer nehmen George schließlich fest.
Während sich Fledge immer mehr wie der Hausherr aufführt – Harriet hat ihn bereits in ihr Bett gelassen und lässt ihn Sir Hugos Anzüge tragen –, sucht Cleo nach Hinweisen, die Fledge belasten könnten. In einer Schublade findet sie mehrere Zeitungsartikel, die von mysteriösen Morden berichten, bei denen stets ein Butler involviert war. Vor Gericht stellt sich schließlich heraus, dass die mit Sidneys Überresten gefütterten Schweine von den Coals und ihren Gästen verspeist wurden. Als Fledge Sir Hugo mitteilt, einen neuen Schlachter eingestellt zu haben, geht Sir Hugo auf seinen Butler los, der ihn daraufhin zu Boden stößt. Der Paläontologe verletzt sich dabei am Kopf und verfällt in ein Wachkoma.
Nach einem Aufenthalt im Krankenhaus kehrt Sir Hugo nach Hause zurück. Er sitzt fortan im Rollstuhl und kann nicht sprechen. George wird derweil schuldig gesprochen und gehängt. In der Scheune ihres Vaters studiert Cleo ein Buch über Kröten. Herbert, der Kröte ihres Vaters, entnimmt sie giftigen Schleim, der in ausreichender Dosis bei einem Menschen zum Tod führt. Sie schmiert die zähflüssige Substanz in eine Tabakpfeife, die Fledge stets zu rauchen pflegt, und beobachtet durch ein Fenster, wie sich der Butler die Pfeife anzünden will. Fledge legt jedoch die Pfeife wieder zur Seite und beginnt, mit Harriet zu tanzen. Sir Hugo befindet sich ebenfalls im Raum, sein Rollstuhl ist jedoch zum Fenster gedreht, sodass er nicht sehen kann, wie sich Fledge und Harriet küssen. Stattdessen sieht er George vor dem Fenster, der ihm bedeutet, ihm und einem Kamel zu folgen. Sir Hugo schließt daraufhin die Augen und stirbt. Fledge und Harriet sind indes verschwunden. Die Pfeife ist ebenfalls nicht mehr da, wo sie lag, und Kröte Herbert zwinkert in die Kamera.

## Hintergrund

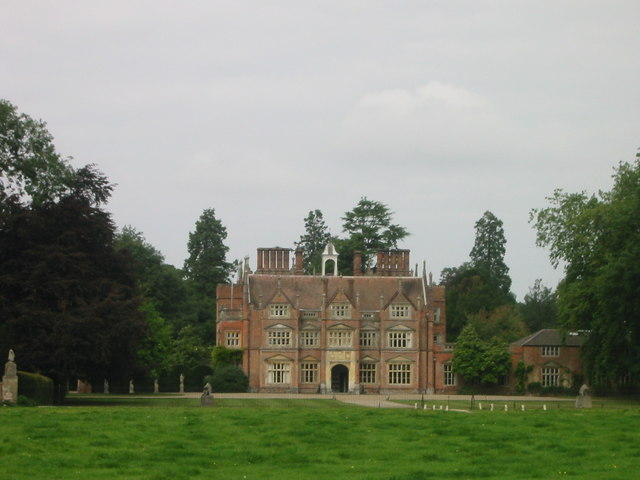
Heydon Hall in Norfolk, der Hauptdrehort des Films

Der Film war das Spielfilmdebüt des Regisseurs John-Paul Davidson, der seit Anfang der 1980er Jahre mit Beiträgen für Dokumentationsreihen vor allem beim Fernsehen tätig ist. Sting, der zuvor bereits in mehreren Spielfilmen als Darsteller mitgewirkt hatte, ist neben seiner Frau Trudie Styler zu sehen, die auch im Film seine Frau spielt und zudem als Produzentin fungierte. Maria Aitken, die Ehefrau von Autor Patrick McGrath, kam in einer Nebenrolle zum Einsatz. Die Dreharbeiten fanden in Norfolk statt. Die Kostüme entwarfen die mehrfache Oscar-Preisträgerin Colleen Atwood und Graham Churchyard.
The Grotesque wurde am 9. September 1995 auf dem Toronto International Film Festival uraufgeführt. Am 14. Juni 1996 startete der Film in den britischen Kinos. In Deutschland wurde er erstmals am 6. September 1996 auf Video veröffentlicht.

## Kritiken
Für das Lexikon des internationalen Films war der Film „[e]ine seltsame Mischung aus Groteske, rabenschwarzer Komödie und Kriminalspiel, die durch exzellente Darsteller, eine detailfreudige Ausstattung und kluge Kameraführung für Freunde des schwarzen Humors abwechslungsreiche Unterhaltung bietet“. Laut Prisma habe Regisseur John-Paul Davidson die Geschichte seines Films „augenzwinkernd und mit Raffinesse“ inszeniert. Der Film sei daher „ein gelungenes Beispiel für das britische Kino der Thatcher-Jahre“.

## Deutsche Fassung
| Rolle               | Darsteller       | Synchronsprecher      |
| ------------------- | ---------------- | --------------------- |
| Sir Hugo Coal       | Alan Bates       | Jürgen Thormann       |
| Fledge              | Sting            | Lutz Mackensy         |
| George Lecky        | Jim Carter       | Klaus Sonnenschein    |
| Doris               | Trudie Styler    | Liane Rudolph         |
| Edward Cleghorn     | John Mills       | Peter Schiff          |
| Hubert Cleggie      | Nick Lucas       | Hermann Ebeling       |
| Sir Edward Tome     | Edward Jewesbury | Friedrich G. Beckhaus |
| Sir Humphrey Stoker | David Killick    | Hans-Werner Bussinger |
| Dr. Walter Dendrite | Michael Cronin   | Klaus Jepsen          |